# Palacio Inca de Oquendo
El Palacio Inca De Oquendo es un sitio arqueológico perteneciente al Horizonte Tardío ubicado en la rivera del río Chillón en Perú. Geográficamente está situado en una zona disputada entre las provincias de Callao y Lima, específicamente entre los distritos del Callao y San Martín de Porres.
Hay muchas hipótesis sobre que función cumplió y dentro de estas hay dos que resaltan o tienen mayor acogida y la primera de ellas es que fue un palacio en donde el Inca pasaba el verano y la segunda es que fue un centro administrativo en donde había un representante del Inca y/o del poder del Imperio del Tahuantinsuyo. Actualmente se hacen esfuerzos por convertirlo en un centro turístico que dinamice la economía de los alrededores y también buscar formar legales de conservarlo y de evitar que producto de las invasiones sea dañado o destruido como ya ha ocurrido.

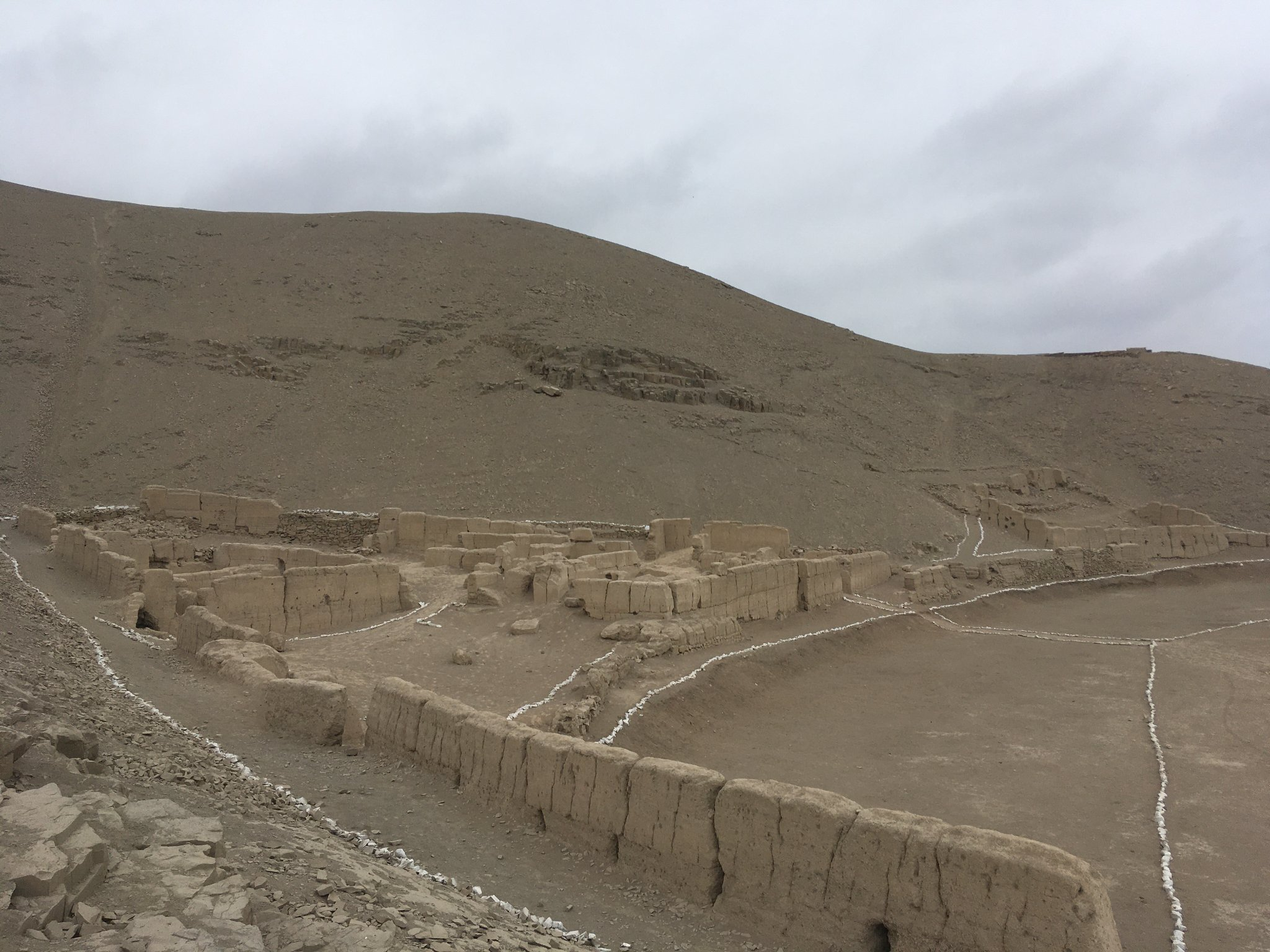
Vista desde lo alto de Huaca Palacio Inca De Oquendo

## Ubicación geográfica
Sus coordenadas en UTM (Universal Transverse Mercator que traducido al español seria proyección universal transversal de Mercator) es UTM: 269362 al este y 8676003 al norte; estando a 24 metros sobre el nivel del mar aproximadamente. Mas específicamente se encuentra ubicado en la margen izquierda del rio Chillón por el cerro Oquendo. También se puede decir que está a una Latitud -11.9692 y una Longitud -77. 118. Tiene una superficie de 92 hectáreas aproximadamente. 

## Línea de tiempo
Con respeto a la ubicación temporal del conjunto arqueológico de Oquendo podemos decir que tiene dos etapas una en donde está bajo dominio político-administrativo y territorial por el Señorío Colli (durante esta época de dominio se construyó los famosos Murallones) y enmarcada en el Intermedio tardío; luego en el Horizonte tardío llega el dominio Inca que construye el famoso Palacio de Oquendo (la Dra. Noelia Allcca Aiquipa postula como hipótesis que el Palacio de Oquendo fue construido por el señorío Colli como parte de su estrategia geopolítica de asentar su poder en el valle del río Chillón mediante construcciones estatales, pero con la llegada del poder Inca se realizaron adaptaciones y modificaciones para adaptar estas construcciones al estilo incaico que manifestara el poder y control político de este imperio) .

## Finalidad de su construcción
Con respecto a la funcionalidad de las construcciones que se realizaron sobre todo bajo dominio estatal del Tahuantinsuyo dentro del Horizonte Tardío hay el consenso dentro de los especialistas de que era un centro administrativo-político en donde había un representante del Inca de forma permanente. Pero también los estudiosos de este sitio arqueológico sostienen que fue principalmente un lugar de descanso, esparcimiento y recreación del Inca en la época de verano y para ello también se conectó este sitio arqueológico a la red de camino incaico de forma transversal y longitudinal y justamente esta conexión manifiesta la importancia de este sitio arqueológico para el imperio Inca. Es interesante la propuesta de la Dra. Noelia Allcca Aiquipa quien postula que el Palacio de Oquendo fue una residencia de élite destinado a albergar a un personaje de alto status dentro de la estructura de poder del Tahuantinsuyo; la autora afirma lo siguiente:

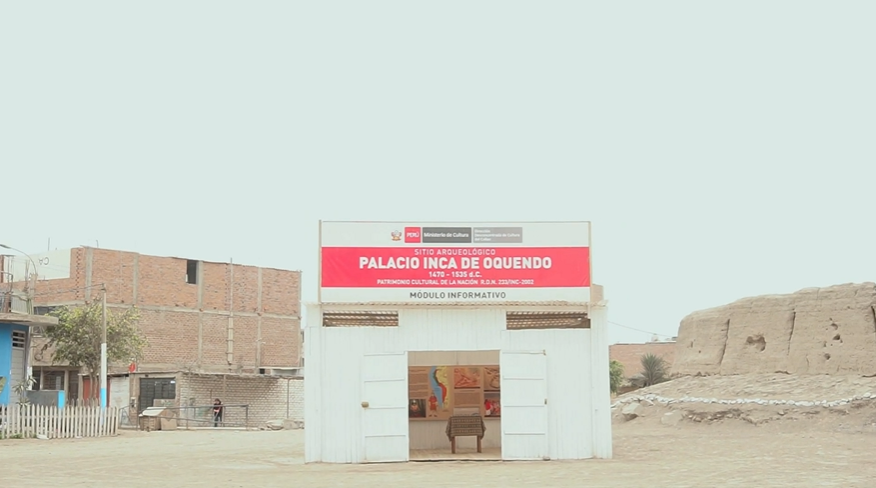
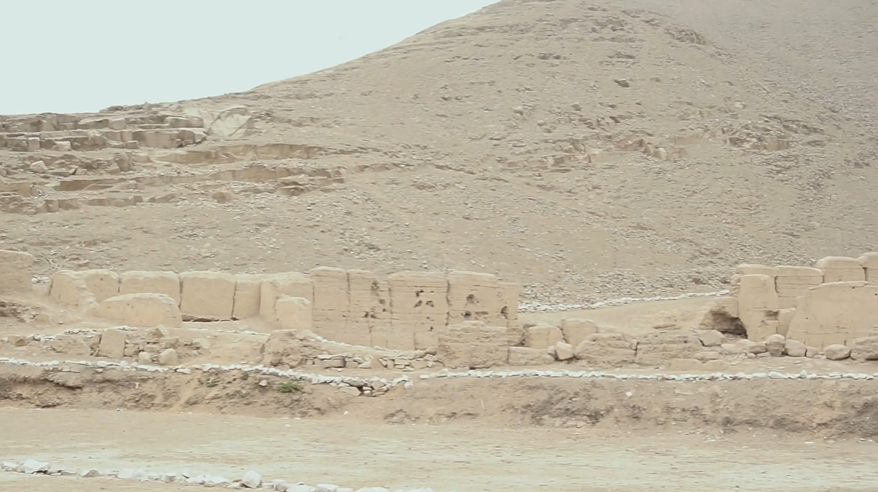
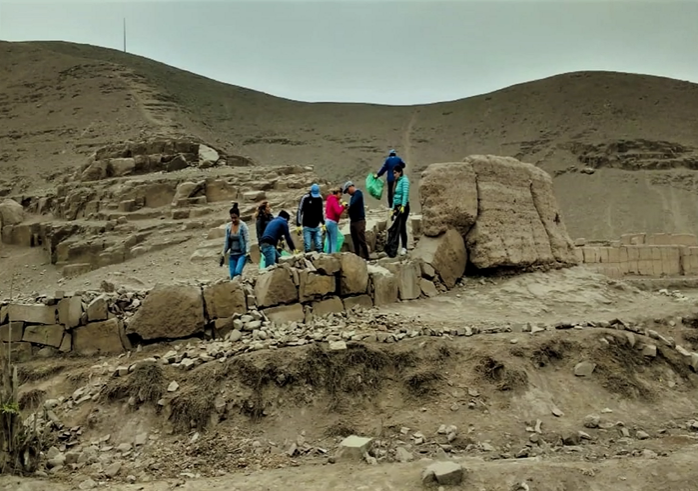